# نويل رووي
نويل رووي (بالإنجليزية: Noel Rowe)‏ هو شاعر أسترالي، ولد في 20 يونيو 1951، وتوفي في 11 يوليو 2007.